# Amico immaginario
L'amico immaginario è un fenomeno socio-psicologico che si verifica quando un'amicizia o una relazione interpersonale prende luogo nell'immaginazione piuttosto che nella realtà fisica. Spesso possiede un'elaborata personalità e comportamento. Nonostante possano sembrare molto reali per i loro creatori, i bambini capiscono che i loro amici immaginari non sono reali.
Gli amici immaginari sono spesso creati nell'infanzia, a volte nell'adolescenza e raramente nell'età adulta. Spesso, nel giocare con l'infante, assolvono funzione di tutor. Le loro caratteristiche variano a seconda delle ansie, delle paure o degli obiettivi del bambino.
Possono essere raccolti in tre categorie:
- quelli che sono indistinguibili dalle persone normali;
- quelli che vengono creati nonostante il soggetto in questione sia perfettamente consapevole che il personaggio non sia reale;
- quelli che non appaiono al soggetto, il quale riesce soltanto a percepire la loro presenza.

Un amico immaginario può anche essere un non umano, o un animale, ma solitamente è una persona comune. Quasi sempre possiede una storia particolare, più avventurosa di quella del bambino che lo immagina. L'aspetto fisico di esso può variare, e a volte rispecchia quello che il bambino vorrebbe avere. Inoltre, ha quasi sempre un carattere buono e simpatico che si adatta alla perfezione a quello del bambino.
L'amico immaginario è una cosa completamente normale nella fase della crescita, specie quando ci si sente soli. Ciò può quindi accadere anche nell'adolescenza.

## Fantasia o personaggi già ideati
Talvolta può accadere che un individuo non inventi ex novo il personaggio, progettandone caratteristiche fisiche e psicologiche, e fingendo di essere amici; in alcuni casi, il soggetto in questione finge di essere amico (o migliore amico) di un personaggio già ideato da qualcuno: per esempio immaginare di essere con il proprio idolo, come un personaggio di fumetti, libri, film o altre opere che il soggetto apprezza a tal punto (spesso apprezza un personaggio in particolare) da fingere di esserne il migliore amico, e di interagire con lui. A volte (accade più spesso nell'adolescenza) il soggetto finge di essere amico o di fidanzarsi con un idolo musicale: un cantante, un musicista o attore, ne sono anche esempio alcune opere trascritte da questa ideologia, un po' diversa dal classico tipo di "amico immaginario", per esempio Sposerò Simon Le Bon.

Comunque i due tipi di amici immaginari, sono molto differenti anche tra loro: per esempio è un dato di fatto che la possibilità di diventare amici di un personaggio famoso è molto difficile, ma non impossibile: mentre diventare amico di un personaggio immaginario (che sia esso completamente ideato dal soggetto o anche parte di un'opera di finzione) è completamente impossibile.

Gli amici immaginari sono stati spesso soggetti di opere di cinema, cartoni animati o fumetti, tra i quali si ricordano Non guardare sotto il letto, Gli amici immaginari di casa Foster, Inside Out, il romanzo L'amico immaginario, Ponsacco e Rattayan, gli amici immaginari di Rudra Michelangelo ne I fratelli Michelangelo e molti altri.